# 복강공주 (북송 인종의 장녀)
주국진국대장공주(중국어: 周國陳國大長公主, 1038년 - 1070년)는 북송 인종의 장녀이며, 생모는 소절귀비 묘씨이다.

## 생애
보원 원년 (1038년), 인종의 장녀로 복강공주(福康公主)에 봉해졌다. 공주는 어려서부터 총명하고 성질이 순효하여, 인종이 공주를 매우 좋아했고, 인종이 몸이 불편했을 때에는 공주가 직접 시중을 들었다.
아버지 송 인종은 자신의 생모인 신비 이씨가 생전에 호사를 누리지 못한 것을 슬퍼하여, 그녀의 가문을 돌보기 위해 경력 7년 (1047년) 5월에 외삼촌 이용화의 차남이자 사촌동생인 이위를 복강공주의 부마로 선택하였다. 이위는 복강공주보다 항렬이 높지만, 13세로 공주와 나이가 비슷했다.
가우 2년 6월 (1056년), 복강공주는 연국공주(兗國公主)로 진봉되었고, 이위에게 정식으로 하가할 준비를 하였다. 인종은 관례를 깨고, 소사(所司)에게 날을 잡아 예책명(礼册命)을 준비하라고 명했다. 관원이 진언하며 반대했으나, 인종이 듣지 않았다. 7월에 연국공주를 정식으로 책봉했다. 8월 무신일, 연국공주가 이위에게 정식으로 하가했다. 결혼 후, 이위는 용모가 추하고 무뚝뚝했기 때문에, 두 사람 사이가 좋지 않았다. 공주는 남편을 평범한 사람으로 여겼다. 복강공주는 부마를 사랑하지 않아 생활이 어려웠고, 공주부 주관급 환관인 양회길 등에게 새로운 감정을 느끼게 되었다. 공주의 유모 한씨는 공주와 부마를 자주 이간질했다.
가우 5년 (1060년), 공주와 양회길은 밤에 함께 술을 마셨는데 그 장면을 이위의 생모 양씨가 훔쳐보았고, 공주는 크게 화를 내며 양씨를 때린 후, 밤늦게 집을 나와 황성문을 허가 없이 열고 궁에 들어갔다. 내도지 임수충이 부마를 억압해 탁핵을 당했고, 추밀사 송상도 공주의 비위를 맞추며 부마를 박해한 혐의로 파면되었다. 한밤에 궁문이 열린 사태가 심각하고, 조정이 떠들썩하며, 사마광 등 간신들이 잇달아 다음과 같이 "제멋대로 억측을 하고 두려움 없이 군부의 명령을 어기고 남편을 멸시했다"라며 상소를 올렸다. 양회길에 대해서는 "자중하지 않고 너무 약하고, 죄악이 산더미처럼 쌓였으니 엄중히 처벌해야한다"고 했다. 인종은 군신의 압력에 못이겨, 공주를 기국공주(沂國公主)로 강등시키고, 궁궐에 들어와 기거하게 했다. 양회길은 배서경세소반(配西京洒掃班)과 함께 냑양으로 보내 황릉을 청소하게 했다. 부마 이위는 지위주로 강등되었다. 공주는 화가 머리 끝까지 나서 여러 번 목숨을 걸고 궁궐을 불태우려 했고, 송 인종은 어쩔 수 없이 양회길을 소환해야했다. 같은 해 부마는 경성으로 소환되어 복위되었다. 양회길도 궁으로 소환되었지만, 전성(前省)에서 육체 노동만 하게 되었을 뿐, 공주를 모실 수는 없었다. 공주의 생모 현비 묘씨와 친구 유충의는 내신 왕무자를 보내 부마를 감시하고 죄를 찾으려 했지만, 이위는 매우 신중했기 때문에, 왕무자는 부마의 과실을 찾을 수 없었다. 왕무자는 두 사람에게 직접 인종에게 청하여 독주로 이위를 죽이라고 하였다. 인동은 현비 묘씨와 유충의 두 사람의 부탁을 둘어주지 않았고, 황후 조씨 역시 말렸다.
가우 7년, 공주와 부마의 갈등이 조정되지 않아 궁으로 돌아와 살았다. 이위의 형 이장은 "동생아, 하늘의 은혜를 받들기엔 부족하구나"라고 하였다. 송 인종은 둘의 이혼을 허락했다. 사마광은 "장과 위가 질책을 받았으니, 공주도 무죄가 되지 않을 수 없다"고 진언했다. 결국 송 인종은 부마가 공주와 이혼하는 것을 허락하고, 공주를 꾸짖어 이씨 집안에 대한 은혜가 쇠퇴하지 않는다고 했고, 인종은 사람이 부귀하다고 해서 주혼을 할 필요는 없다고 했다. 그 해 11월, 인종은 다시 이위를 부마로 복권하였고, 공주는 기국공주(岐国公主)로 봉호를 바꾸고, 명목상으로는 두 사람을 재혼시켰다.
사촌 송 영종이 즉위하자, 공주는 월국장공주(越國長公主)로 진봉되었다. 치평 4년 (1067년), 조카 송 신종이 뒤를 잇자, 공주는 초국대장공주(楚國大長公主)로 진봉되었다. 희녕 3년 (1070년) 정월 9일, 복강공주는 33세의 나이로 사망하였다.
공주가 사망하였을 때, 조카 송 신종이 직접 공주의 집에 가서 술을 뿌려주고 제사를 지냈다. 신종은 대신들을 불러들이자, 이위가 크게 울며, 송 인종을 저버리고 공주를 학대했다고 한다. 의식과 의료 방면에서 가혹하게 다루었다고 한다. 공주의 옷과 금자에는 이미 서캐가 있고, 숯을 직접 채취하여 불을 피워야 했으며, 그로 인해 체면을 손상시켰다고 한다. 송 신종은 이위를 진주로 좌천시켰고, 또 공주가 그의 아버지 송 인종에게 효도했기 때문에, 장효(庄孝)라는 시호를 내렸고, 진국(秦國)으로 추봉했다. 송 휘종 시기에, 주, 진국, 정화 연간에 정효명의대장제희(庄孝明懿大長帝姬)로 개봉되었다.

## 관련 방송
| 제목   | 캐릭터 이름    | 연기한 사람   |
| ------ | -------------- | ------------- |
| 청평악 | 조휘유(赵徽柔) | 임민(任敏) 등 |